# Thierry Witsel
Thierry Witsel, né le 28 mai 1968 en Martinique (France), est un homme politique belge, membre du Parti socialiste (PS).

## Biographie
Thierry Witsel nait le 28 mai 1968. Lors des élections régionales de 2019, Thierry Witsel est élu député au parlement au Parlement wallon ainsi qu'au Parlement de la Communauté française. 
Il est réélu à ses fonctions de député wallon et communautaire après les élections régionales de 2024 et nommé au Sénat de Belgique,.
Il est le père du footballeur international Axel Witsel.